# Нікіфоров Петро Опанасович
Нікіфоров Петро Опанасович (* 9 серпня 1955 року, с. Грубна Сокирянський район Чернівецька область — професор Чернівецького національного університету імені Юрія Федьковича.

## Життєпис
Петро Нікіфоров народився 9 серпня 1955 року в простій християнській родині в селі Грубна Сокирянського району Чернівецької області (Україна). У 1970 році закінчив Грубнянську восьмирічну школу. Середню освіту отримав у Чернівецькій школі-інтернаті. Служив у Радянській Армії у морфлоті на підводному човні. У 1981 році закінчив економічний факультет Московського державного університету імені М. В. Ломоносова за спеціальністю «Політична економія». З 1982 року працює в Чернівецькому державному університеті — нині національний університет імені Юрія Федьковича: асистент кафедри політичної економії; доцент кафедри економічної теорії та менеджменту; професор, завідувач кафедри фінансів; з 1 вересня 2006 року — декан економічного факультету.

## Наукові набутки
У Київському університеті імені Т. Г. Шевченка захистив кандидатську і докторську дисертації:
- Безпосередньо суспільний характер праці при соціалізмі (науковий керівник: доктор економічних наук, професор, академік НАН України Чухно А. А.).
- Регулювання грошового обігу в умовах ринкової трансформації економіки (науковий керівник А. А. Чухно).

Тематика наукових досліджень: 1. Теорія та методологія організації фінансів. 2. Дослідження монетарної сфери економіки.

## Курси, що читає
- Центральний банк і грошово-кредитна політика.
- Гроші і кредит.
- Проблеми фіскальної і монетарної політики.

## Відзнаки
- Доктор економічних наук.
- Професор.
- Відмінник освіти України (2005).